# Hydraecia columbia
Hydraecia columbia là một loài bướm đêm trong họ Noctuidae.